# Jean-Pierre Lentin
Pour les articles homonymes, voir Lentin (homonymie).
Jean-Pierre Lentin (Paris, 25 avril 1950 - Charenton-le-Pont, 10 mars 2009) était un journaliste, écrivain, documentariste scientifique et producteur de radio et de télévision français. Il est le fils d'Albert-Paul Lentin.

## Biographie
Ses passions étaient la musique, la culture en général, le cinéma fantastique et l'underground scientifique. Il a fait partie des fondateurs du  magazine Actuel dirigé par Jean-François Bizot où il a mené des enquêtes sur des sujets ayant trait à la musique, au cinéma et aux sciences. Il a collaboré à de très nombreux journaux et magazines français, scientifiques ou non (Sciences et Avenir, Science et Vie, Psychologies, Libération, Le Canard enchainé, Le Monde de la musique, Nouvelles Clés, Muziq, etc.). Il a été producteur à France Musique, puis France Culture dans les années 1970, il a participé également à Radio Nova, qu'il a dirigée de 1986 à 1988.
Pour la télévision il a écrit et réalisé des émissions, notamment pour TF1, France2, M6, Arte et Canal+ (L'Œil du cyclone avec sa femme Laurence Lentin à la réalisation).
Il a publié plusieurs ouvrages sur des sujets liés aux sciences. Il participe régulièrement au festival annuel Science Frontières, initialement au Puy-St-Vincent, puis à Cavaillon et désormais à Marseille. Son travail sur les plus belles images de la science, L'Encyclopédie des merveilles, reçoit un prix au festival Images et science organisé par le CNRS.
Il mène, à partir de 1985, une enquête sur les effets des ondes électromagnétiques sur la santé, et rencontre à ce sujet des scientifiques du monde entier, notamment en Russie, mais aussi Joël Sternheimer en France. De cette enquête nait un documentaire pour Arte, Ces ondes qui nous entourent réalisé par Laurence Lentin, ainsi qu'un livre chez Albin Michel, Ces ondes qui tuent, ces ondes qui soignent. Il participe également à diverses manifestations sur ce thème, en particulier sur les risques liés au téléphone portable et à ses antennes-relais.
Plus récemment, il produit une série de cinq documentaires, Drogues et cerveau, pour Arte, et publie un livre portant le même titre, aux éditions du Panama. Des chercheurs du monde entier y expliquent l'effet sur le cerveau des différentes drogues, illégales (cannabis, héroïne, cocaïne, amphétamine, ecstasy, LSD, etc.), légales (alcool, tabac) ou médicamenteuses (morphine, antidépresseurs, anxiolytiques).
Les dernières années de sa vie, redevenu animateur sur Radio Nova, il publie des brèves et des articles sur le site web de cette radio.
Il meurt, le 10 mars 2009, alors qu'il offre encore tous les soirs à minuit (Out of the blue) un voyage à travers la dernière compilation de la station parisienne.

## Œuvres
- Je pense, donc je me trompe : les erreurs de la science de Pythagore au big-bang (préface d'Yves Coppens), Albin Michel, Paris, 1994, 219 p.  (ISBN 2-226-06789-2)
- Ces ondes qui tuent, ces ondes qui soignent : téléphones portables, ordinateurs, micro-ondes, électricité, magnétisme. Quel danger pour notre santé ?, 1re édition : Albin Michel, Paris, 2001, 339 p.  (ISBN 2-226-12696-1) – 2e éd. : Albin Michel, coll. « Espaces libres », Paris, 2004, 340 p.  (ISBN 2-226-15194-X)
- Drogues et cerveau (en collaboration avec Stéphane Horel), éditions du Panama, 2005.